# Flicorno soprano
Il flicorno soprano (flügelhorn in tedesco e flugelhorn in inglese) è uno strumento musicale, intonato in Si♭, facente parte della famiglia degli ottoni e della sottofamiglia dei flicorni.
In generale, il canneggio dei flicorni è all'incirca per un terzo cilindrico e per due terzi conico (questa percentuale è invertita nelle trombe) e questa prevalente conicità influisce sul timbro degli strumenti, facendo in modo che il flicorno soprano abbia un suono più morbido di quello della tromba, pur avendo tecnica ed estensione simili. È lo strumento cantabile della famiglia dei flicorni e viene spesso usato dai trombettisti jazz per creare atmosfere intime e leggere.
Nelle trascrizioni per banda esegue spesso parti melodiche. Comunemente il flicorno soprano ha tre pistoni, ma esistono versioni a quattro pistoni che permettono una maggiore estensione nei suoni gravi, dove il timbro raggiunge il massimo della bellezza e del calore, permettendo di eseguire brani scritti per altri strumenti, ad esempio il violoncello o il corno francese, o di sostituire il flicorno contralto, ormai quasi fuori uso.